# SSX Tricky
 (juillet 2015).
Si vous disposez d'ouvrages ou d'articles de référence ou si vous connaissez des sites web de qualité traitant du thème abordé ici, merci de compléter l'article en donnant les références utiles à sa vérifiabilité et en les liant à la section « Notes et références ».
SSX Tricky est un jeu vidéo de sport sorti en 2001 sur GameCube, PlayStation 2, Xbox et Game Boy Advance.

## Système de jeu

### Personnages
Les personnages s'expriment chacun dans leur langue d'origine, certaines célébrités ont prêtés leur voix à quelques personnages.
Il y a 12 personnages au total, mais certains doivent être débloqués par le biais de compétitions. Parmi eux, six personnages du premier jeu sont de retour :
- Eddie Wachowski (VO : David Arquette) : (États-Unis) Un personnage au look disco avec une coupe afro.
- Elise Riggs (VO : Lucy Liu) : (Canada) Une compétitrice forte à la réputation dangereuse.
- Marisol Diez Dalgado (VO : Patricia Velasquez) : (Venezuela) L'espagnole qui chante lorsqu'elle gagne.
- Seeiah Owens (VO : Macy Gray) : (États-Unis)  Une jeune fille aimant le disco.
- Luther Dwayne Grady (VO : Oliver Platt) : (États-Unis) Un personnage pouvant frapper sans le vouloir en raison de son poids.
- Jean Paul Arsenault (JP) (VO : Xavier Fagnon) : (France) Un blondinet arrogant qui fait du breakdance.
- Zoe Payne (VO : Bif Naked) : (États-Unis) Un garçon manqué au tempérament rebelle.
- Moby Jones (VO : Nick Malaperiam) : (Royaume-Uni) Un ancien skater aimant les sensations fortes
- Martin "Marty" Steiber (VO : Tobias Pippig) : (Allemagne) Un jeune faisant penser à Mac (il est remplacé par son cousin Mackenzie "Mac" Frasier (VO : Ryan Wall) dans la version vendue en Amérique du Nord.
- Kaori Nishidake (VO : Yûgo Nagashima) : (Japon) Une jeune japonaise qui n'est jamais triste.
- Psymon Stark (VO : Jim Rose) : (Canada) Un personnage percé et au look très hard rock qui aime se faire peur.
- Brodi Ford (VO : Billy Zane) : (États-Unis) Le playboy du groupe.

### Niveaux
- Freestyle : il faut récolter le plus de points sur une descente en un minimum de temps.
- Alpin : il faut arriver premier parmi les 6 concurrents.

### Pistes
- Garibaldi : se situe au Canada, en Colombie Britannique. Assez courte et démarrant par le saut d'une grande falaise, c'est une des 2 nouvelles pistes inédites (avec Alaska) que l'on ne trouvait pas  dans le premier SSX.
- Snowdream : se situe au Japon. Se descend de nuit.
- Elysium Alps : se situe dans les Alpes françaises. Comportant de nombreux fossés, c'est le circuit le plus long et qui a un plus grand dénivelé, et est similaire au premier SSX.
- Mesablanca : se situe au sud-ouest des États-Unis dans le désert des Rocheuses. Il y fait très chaud et le soleil orange de fin d'après-midi fait fondre la neige et crée des ruisseaux.
- Mercury City Meltdown : se situe au nord-est des États-Unis dans une ville de la Mégalopole. De nuit, le joueur peut entrer dans des immeubles.
- Tokyo Megaplex : se situe au Japon à Tokyo. Il s'agit d'un flipper géant articulé autour d'une soufflerie qui permet de remonter la piste. 3 tours sont nécessaires.
- Aloha Ice Jam : se situe dans l'Océan Pacifique. C'est un gigantesque iceberg en train de fondre soutenu par des tuyaux. Le tout se déroule en milieu d'après-midi et se termine sur une plage.
- Alaska : se passe dans le grand nord de l'Alaska, dans le froid des glaciers. La glace rend le sol glissant et augmente la vitesse.
- Pipe Dream : se situe dans un hall en Angleterre. Très courte, elle comporte un passage secret pour maximiser ses points en Freestyle (uniquement).
- Untracked (hors piste) : se situe dans un lieu inconnu ne comportant aucun repère au sol. Cela n'empêche pas à cette piste d'avoir un environnement propre avec ses sapins congelés ou non, ses rochers escarpés, ses falaises vertigineuses et sa poudreuse d'un blanc éclatant. Elle n'est disponible qu'en mode Freeride et se déroule tôt le matin, très haut en partant d'un hélicoptère.

## Bande-son
La musique du générique de début est un remix des Run DMC inspirée d'un sample de My Sharona des Knack.

## Accueil
- Jeux vidéo Magazine : 4/20 (GBA)[2]
- Jeuxvideo.com : 15/20[3] - 16/20 (GBA)[4]